# Gippsicola raleighi
Espèce
Gippsicola raleighi est une espèce d'araignées aranéomorphes de la famille des Segestriidae.

## Distribution
Cette espèce est endémique d'Australie. Elle se rencontre au Victoria vers Gembrook, en Australie-Méridionale vers Bordertown et en Australie-Occidentale vers Perth.

## Description
La femelle subadulte holotype mesure 7 mm. Les mâles mesurent de 6,4 à 8,08 mm.

## Étymologie
Cette espèce est nommée en l'honneur de H. J. Raleigh.

## Publication originale
- Hogg, 1900 : A contribution to our knowledge of the spiders of Victoria: including some new species and genera. Proceedings of the Royal Society of Victoria (N.S.), vol. 13, p. 68-123 (texte intégral).